# キアネ (小惑星)
キアネ (403 Cyane) は、小惑星帯に位置する典型的な小惑星である。かなり小規模な小惑星族を代表しているという説がある。
オーギュスト・シャルロワがニースで発見し、ギリシア神話でハーデースがペルセポネーを拉致するのを防ごうとしたニュンペーのキアネにちなんで命名された。